# Луневская
Луневская — деревня в Вельском районе Архангельской области. Входит в состав муниципального образования «Судромское»

## География
Деревня расположена в 40 километрах на север от Вельска на федеральной автотрассе М8 «Холмогоры», на левом берегу реки Вага (приток Северной Двины). Ближайшие населённые пункты: на севере деревня Горы, на юге деревня Прилуки.
Часовой пояс
Луневская, как и вся Архангельская область, находится в часовой зоне МСК (московское время). Смещение применяемого времени относительно UTC составляет +3:00.

## Население
| 2002 | 2010 | 2012 | 2014 |
| ---- | ---- | ---- | ---- |
| 42   | ↘30  | ↗43  | ↘36  |

## История
Указана в «Списке населённых мест по сведениям 1859 года» в составе Вельского уезда Вологодской губернии под номером «2284» как «Луневская». Насчитывала 10 дворов, 47 жителей мужского пола и 42 женского. В деревне находилась почтовая станция.
В материалах оценочно-статистического исследования земель Вельского уезда упомянуто, что в 1900 году в административном отношении деревня входила в состав Судромского сельского общества Устьвельской волости. На момент переписи в селении Луневская(Кривая) находилось 16 хозяйств, в которых проживало 44 жителя мужского пола и 55 женского.

## Достопримечательности
Часовня Богоявления Господня Объект культурного наследия № 2900001043  - Деревянная часовня, конца XIX века - начала XX века  постройки. Представляет собой четверик с пятигранным алтарным прирубом. В настоящий момент заброшена, в 2015 году проведены противоаварийные работы.